# Cucho Hernández
Artikeln följer den spanska namnseden; faderns efternamn är Hernández och moderns efternamn Suárez.
Juan Camilo Hernández Suárez, född 20 april 1999, mer känd som Cucho Hernández, är en colombiansk fotbollsspelare som spelar för Real Betis i La Liga.

## Landslagskarriär
Hernández debuterade för Colombias landslag den 16 oktober 2018 i en 3–1-vinst över Costa Rica, där han gjorde två mål.